# Tephritis tanaceti
Tephritis tanaceti är en tvåvingeart som beskrevs av Erich Martin Hering 1956. Tephritis tanaceti ingår i släktet Tephritis och familjen borrflugor. Inga underarter finns listade i Catalogue of Life.